# Evolve (álbum)
Evolve (estilizado ƎVOLVE) é o terceiro álbum de estúdio da banda americana de Indie rock Imagine Dragons, lançado em 23 de junho de 2017 pela KIDinaKORNER e Interscope Records.
Após o lançamento do álbum Smoke + Mirrors e uma grande turnê mundial, um hiato auto-imposto de um ano, por 2016, se seguiu e, depois, pelas mídias sociais, anunciaram a gravação de um novo disco. O novo álbum foi anunciado em 9 de maio. Em comparação com Night Visions e Smoke + Mirrors, o líder da banda, Dan Reynolds, afirmava que o novo trabalho era uma "evolução para o Imagine Dragons".
Quatro singles foram lançados para promover o álbum, as canções "Believer", Thunder", "Whatever It Takes" e "Next to Me", além de uma turnê promovida pela Live Nation e apoiada pelo grupo Grouplove e a cantora K.Flay.

## Faixas
| Edição padrão  |                          |         |  |
| N.º            | Título                   | Duração |  |
| 1.             | "I Don't Know Why"       | 3:10    |  |
| 2.             | "Whatever It Takes"      | 3:21    |  |
| 3.             | "Believer"               | 3:24    |  |
| 4.             | "Walking the Wire"       | 3:52    |  |
| 5.             | "Rise Up"                | 3:51    |  |
| 6.             | "I'll Make It Up to You" | 4:22    |  |
| 7.             | "Yesterday"              | 3:25    |  |
| 8.             | "Mouth of the River"     | 3:41    |  |
| 9.             | "Thunder"                | 3:07    |  |
| 10.            | "Start Over"             | 3:06    |  |
| 11.            | "Dancing in the Dark"    | 3:53    |  |
| Duração total: | Duração total:           | 39:12   |  |

| Re-lançamento  |                          |         |  |
| N.º            | Título                   | Duração |  |
| 1.             | "Next to Me"             | 3:50    |  |
| 2.             | "I Don't Know Why"       | 3:10    |  |
| 3.             | "Whatever It Takes"      | 3:21    |  |
| 4.             | "Believer"               | 3:24    |  |
| 5.             | "Walking the Wire"       | 3:52    |  |
| 6.             | "Rise Up"                | 3:51    |  |
| 7.             | "I'll Make It Up to You" | 4:22    |  |
| 8.             | "Yesterday"              | 3:25    |  |
| 9.             | "Mouth of the River"     | 3:41    |  |
| 10.            | "Thunder"                | 3:07    |  |
| 11.            | "Start Over"             | 3:06    |  |
| 12.            | "Dancing in the Dark"    | 3:53    |  |
| Duração total: | Duração total:           | 43:02   |  |

| Faixas bônus da edição deluxe |                            |         |  |
| N.º                           | Título                     | Duração |  |
| 12.                           | "Levitate"                 | 3:18    |  |
| 13.                           | "Not Today"                | 4:18    |  |
| 14.                           | "Believer" (Kaskade remix) | 3:14    |  |
| Duração total:                | Duração total:             | 50:02   |  |

| Edição japonesa |                |         |  |
| N.º             | Título         | Duração |  |
| 15.             | "Roots"        | 2:55    |  |
| Duração total:  | Duração total: | 52:57   |  |

## Recepção da crítica
| Críticas profissionais  | Críticas profissionais |
| Pontuações agregadas    | Pontuações agregadas   |
| Fonte                   | Avaliação              |
| ----------------------- | ---------------------- |
| Metacritic              | 47/100                 |
| Avaliações da crítica   |                        |
| Fonte                   | Avaliação              |
| AllMusic                | [ 8 ]                  |
| The Guardian            | [ 9 ]                  |
| The Independent         | [ 10 ]                 |
| The Irish Times         | [ 11 ]                 |
| London Evening Standard | [ 12 ]                 |
| Newsday                 | B+                     |
| NME                     | [ 14 ]                 |
| Rolling Stone           | [ 15 ]                 |
| State                   | [ 16 ]                 |
| The Times               | [ 17 ]                 |

Evolve recebeu críticas variadas através da crítica especializada, com uma nota 47 (de 100) no agregador de resenhas Metacritic. O álbum recebeu uma nota 3 de 5 pela revista NME, com Alex Flood escrevendo: "este último esforço pode resultar num pequeno progresso, mas não é uma evolução." Já Hannah Davies, do The Guardian, deu ao álbum dois de cinco estrelas, dizendo que ele era "uma arena de rock com toques de eletrônica sem vida".
Glenn Gamboa da Newsday, deu ao álbum uma pontuação B+, afirmando que o grupo "parece pronto para transcender os rótulos de gênero – eles só querem fazer uma boa música que os interesse." O AllMusic deu uma revisão de três estrelas de cinco ao álbum, com Stephen Thomas Erlewine dizendo que "suas texturas coloridas e ousadas deixam de lado quaisquer noções de introspecção ou reflexão."
Em uma crítica mais negativa, a Classic Rock Magazine deu ao álbum 1,5 estrela de 5, comentando que: "Eles estão apontando para um som mais rock – 'Walking the Wire' tem um solo de guitarra que pode ser influenciado pelo U2 se você enfiar a cabeça embaixo de um travesseiro antes de bater no play – mas, como ouvir o que faixa de abertura 'I Don't Know Why' demonstra, apenas sai como Michael Bolton dançando com o papai para Justin Timberlake em um casamento de família. O pop merece algo melhor. O rock merece algo melhor. Todos nós merecemos algo melhor." A Independent deu ao Evolve duas de cinco estrelas, descrevendo-o como "na maioria das vezes devolvendo-se aos clichês de rock mais cansados (incluindo o que soa como rotomontes), e se arrastando pesadamente em direção aos festivais de verão."

## Tabelas musicais
| Paradas (2017)                        | Melhor posição |
| ------------------------------------- | -------------- |
| Austrália (ARIA)                      | 4              |
| Áustria (Ö3 Austria Top 40)           | 2              |
| Bélgica (Ultratop Flandres)           | 6              |
| Bélgica (Ultratop Valônia)            | 2              |
| Canadá (Billboard)                    | 1              |
| República Tcheca (ČNS IFPI)           | 1              |
| Dinamarca (Hitlisten)                 | 6              |
| Países Baixos (Dutch Charts)          | 2              |
| Finlândia (Suomen virallinen lista)   | 1              |
| França (SNEP)                         | 3              |
| Alemanha (Offizielle Deutsche Charts) | 3              |
| Hungria (MAHASZ)                      | 19             |
| Irlanda (IRMA)                        | 3              |
| Itália (FIMI)                         | 3              |
| Nova Zelândia (RMNZ)                  | 3              |
| Noruega (VG-lista)                    | 1              |
| Polónia (ZPAV)                        | 4              |
| Portugal (AFP)                        | 7              |
| Escócia (Official Scottish Albums)    | 3              |
| Espanha (PROMUSICAE)                  | 3              |
| Suécia (Sverigetopplistan)            | 2              |
| Suíça (Schweizer Hitparade)           | 1              |
| Reino Unido (Official Albums Chart)   | 3              |
| Estados Unidos (Billboard 200)        | 2              |
| Estados Unidos (Top Rock Albums)      | 1              |

### Certificações
| País           | Fornecedor | Certificação |
| -------------- | ---------- | ------------ |
| França         | SNEP       | Ouro         |
| Estados Unidos | RIAA       | Platina      |
| Reino Unido    | BPI        | Prata        |

## Pessoal
Imagine Dragons
- Dan Reynolds – vocal
- Wayne Sermon – guitarras
- Ben McKee – baixo, teclado
- Daniel Platzman – bateria, percussão